# Somló Tamás (operatőr)
Somló Tamás (Budapest, 1929. március 21. – Budapest, 1993. december 19.) Balázs Béla-díjas magyar operatőr.

## Életpályája
1945-1949 között a Színház- és Filmművészeti Főiskola operatőr szakán tanult. 1949-ben szerzett oklevelet. 1948-1949 között Budapesten fotóriporter volt. 1949-1951 között a Híradó-és Dokumentumfilmgyárban segédoperatőr volt. 1951-től lett önálló operatőr. 1951-1958 között több mint 100 különböző műfajú rövidfilmet, főleg ismeretterjesztő jellegűeket forgatott.
1958-1968 között több játékfilmet forgatott. Jancsó Miklós első korszakának alkotótársa volt: A harangok Rómába mentek (1958); Oldás és kötés (1963); Így jöttem (1964); Szegénylegények (1965); Csillagosok, katonák (1967); Fényes szelek (1968). Más rendezőkkel is sikeresen működött együtt, kiemelkedő Révész Györggyel való együtt-munkálkodása az Egy szerelem három éjszakája (1967) c. filmben.
1971-ben A halhatatlan légiós c. filmmel önálló játékfilmrendezőként mutatkozott be. Az abszurditás síkján próbálta közös nevezőre hozni Rejtő Jenő életének tragikumát és légiós hősei kalandjainak komikumát. Nem igazán sikerült, a film megbukott. Ezek után a játékfilmezéssel majdhogynem szakított. Nem teljesen, mert például kiváló operatőre lett a Bán Róbert által rendezett, Mikszáth Kálmán azonos c. regényéből készült Kísértet Lublón c. kalandfilmnek. Az 1970-es évektől újra visszatért a Könyves Kálmán körúti stúdióba, ahol már az 1960-as évek elején is értékes ismeretterjesztő kisfilmeket készített, a továbbiakban ezt a műfajt művelte.

## Családja
Somló (szül. Sattler) György (1900–1942) és Kondor Lili (1907–?) fia. Édesapja munkaszolgálatosként hunyt el. Apai nagyszülei Somló Henrik és Kohn Karolina (1864–1937), anyai nagyszülei Kondor Artúr (1879–1931) hírlapíró és Stern Irén (1889–1940) voltak.

## Filmjei
- 1991 Elavult csatornahálózatok (tudományos film)
- 1991 Nitromint (tudományos film)
- 1985 Sopron (dokumentumfilm)
- 1984 Miért dohányozzunk? (dokumentumfilm)
- 1983 Fabulon (dokumentumfilm)
- 1983 Jó napot, Komárom megye (játékfilm)
- 1982 Meghívó Vas megyébe (dokumentumfilm)
- 1980 "M" mint metró (dokumentumfilm)
- 1979 Naplemente délben
- 1978 Most csak önnek (dokumentumfilm)
- 1976 Kísértet Lublón (kalandfilm)
- 1974 Beszélgetés a térképpel (tudományos film)
- 1973 Ártatlan gyilkosok
- 1972 Emberrablás magyar módra
- 1972 Volt egyszer egy család
- 1970 A halhatatlan légiós, akit csak P. Howardnak hívtak (rendező)
- 1970 Érik a fény
- 1969 Ismeri a Szandi-mandit?
- 1968 Fényes szelek
- 1968 Eltávozott nap
- 1968 Elsietett házasság
- 1967 Fejezetek az emberi agyról (tudományos film)
- 1967 Csillagosok, katonák
- 1967 Egy szerelem három éjszakája
- 1966 Közelről a vér (rövidfilm)
- 1965 Szegénylegények
- 1965 Zene és számológép
- 1964 Így jöttem
- 1963 A kibernetika (tudományos film)
- 1963 Oldás és kötés
- 1962 Borsos Miklós (TV-film)
- 1961 Gondolkodó gépek (tudományos film)
- 1960 Vegyétek észre! (rövidfilm)
- 1959 Halhatatlanság (rövidfilm)
- 1958 A harangok Rómába mentek (TV-film)
- 1957 A város peremén (rövidfilm)
- 1956 Ma még nem késő (rövidfilm)
- 1955 Agydaganatok műtéti eltávolítása (tudományos film)
- 1954 Tiszta ügy (rövidfilm)
- 1953 Láthatatlan ellenségeink (rövidfilm)
- 1952 Kőolajfinomítás (oktatófilm)
- 1952 Műanyaggyártás (oktatófilm)
- 1951 Kismotorok (rövidfilm)

## Díjak, elismerések
- Balázs Béla-díj (1962, 1968)
- Miskolci filmfesztivál fődíja (megosztva, 1964)
- Córdobai filmfesztivál II. díja (1968)
- Várnai Filmfesztivál nagydíja (1981)
- Érdemes művész (1985)